# Japonism
《Japonism》是嵐的第17張專輯，第14枚原創專輯，於2015年10月21日發行。唱片公司為J Storm。

## 概要
- 與上一張原創專輯《THE DIGITALIAN》相距約1年。
- 收錄第45張單曲「Sakura」、第46張單曲「青空下，和你一起」，一共2首A面曲，而第47張單曲「愛的呼喊」則未有收錄在內。
- 本作分「初回限定盤」、「Yoitoko盤」和「通常盤」3種版本。初回限定盤收錄由布袋寅泰創作的歌曲《心之空》的PV和MAKING，Yoitoko盤收錄翻唱自少年隊的歌曲「日本Yoitoko摩訶不思議」及Special Talk，通常盤則收錄「故鄉」等曲目。[1]
- 「初回限定盤」附贈歌詞寫真小冊子（84頁），「初回生產限定」附贈歌詞小冊子（32頁），「通常盤」附贈歌詞小冊子（36頁）。

## 收錄內容

### 初回限定盤
CD
1. Sakura
（作詞・作曲：eltvo、編曲：佐々木博史）
45th單曲、TBS電視台週五十點檔連續劇《無間雙龍》主題曲
2. 心之空（心の空）
（作詞・作曲：布袋寅泰）
3. 想念你（君への想い）
作詞：wonder note・Macoto56、Rap詞：櫻井翔、作曲：wonder note、編曲：石塚知生
4. Don't you love me?

作詞：wonder note・paddy、作曲：takarot・wonder note、編曲：石塚知生
松本潤獨唱
5. Miyabi-night

作詞：Makoto56、AKJ & ASIL、作曲：AKJ & ASIL、編曲：A.K.Janeway
6. 三日月

作詞：youth case、作曲・編曲：A-bee
7. Bolero!

作詞・作曲：SAKKA、編曲：Slice of Life
8. Mr. FUNK

作詞：youth case、Rap詞：Shigeo、作曲：Ricky Hanley、Daniel Sherman、編曲：metropolitan digital clique
相葉雅紀獨唱
9. 曉

作詞：s-Tnk、作曲・編曲：三留一純
大野智獨唱
10. 青空下，和你一起（青空の下、キミのとなり）
（作詞：wonder note・s-Tnk、作曲：Gigi・wonder note、編曲：metropolitan digital clique）
46th單曲、富士電視台週一九點檔連續劇《歡迎來我家》主題曲
11. Rolling days

作詞・作曲：October、Rap詞：櫻井翔、編曲：pieni tonttu
櫻井翔獨唱
12. In The Room（イン・ザ・ルーム）

作詞：小川貴史、Rap詞：櫻井翔、作曲・編曲：Jeremy Hammond
13. Masquerade（マスカレード）

作詞・作曲：HYDRANT、編曲：船山基紀
14. MUSIC

作詞：AKIRA、作曲：古川貴浩、編曲：吉岡たく
二宮和也獨唱
15. 想告訴你的（伝えたいこと）

作詞：ASIL、s-Tnk、作曲： Fredrik "Figge" Boström、Susumu Kawaguchi、編曲：pieni tonttu
16. Japonesque

作詞：MiNE、R.P.P、作曲：sk-etch、MiNE、編曲：ha-j、sk-etch

DVD
1. 心之空（Video Clip + MAKING）

### Yoitoko盤
Disc 1
1. Sakura
2. 心之空（心の空）
3. 想念你（君への想い）
4. Don't you love me?
5. Miyabi-night
6. 三日月
7. Bolero!
8. Mr. FUNK
9. 曉
10. 青空下，和你一起（青空の下、キミのとなり）
11. Rolling days
12. In The Room（イン・ザ・ルーム）
13. Masquerade（マスカレード）
14. MUSIC
15. 想告訴你的（伝えたいこと）
16. Japonesque

Disc 2
1. 日本Yoitoko摩訶不思議（日本よいとこ摩訶不思議）

作詞・作曲：野村義男、編曲：佐々木博史

### 通常盤
Disc 1
1. Sakura
2. 心之空（心の空）
3. 想念你（君への想い）
4. Don't you love me?
5. Miyabi-night
6. 三日月
7. Bolero!
8. Mr. FUNK
9. 曉
10. 青空下，和你一起（青空の下、キミのとなり）
11. Rolling days
12. In The Room（イン・ザ・ルーム）
13. Masquerade（マスカレード）
14. MUSIC
15. 想告訴你的（伝えたいこと）
16. Japonesque

Disc 2
1. 僕らがつないでいく

作詞：SQUAREF、John World、作曲：Pippi Svensson、Josef Melin、編曲：BJ Khan
2. the Deep End

作詞：100+、作曲：STEVEN LEE、Drew Ryan Scott、Andreas Oberg、編曲：A.K.Janeway
3. Make a wish

作詞：いなむらさちこ、作曲：sk-etch、Shu Kanematsu、BEAT、ROLF、編曲：佐々木博史
4. 故鄉（ふるさと）

作詞：小山薰堂、作曲：youth case、編曲：宮野幸子

## 腳註
1. ↑  .   [2015-09-21]. （原始内容存档于2019-02-22）.